# Puhafaligetek

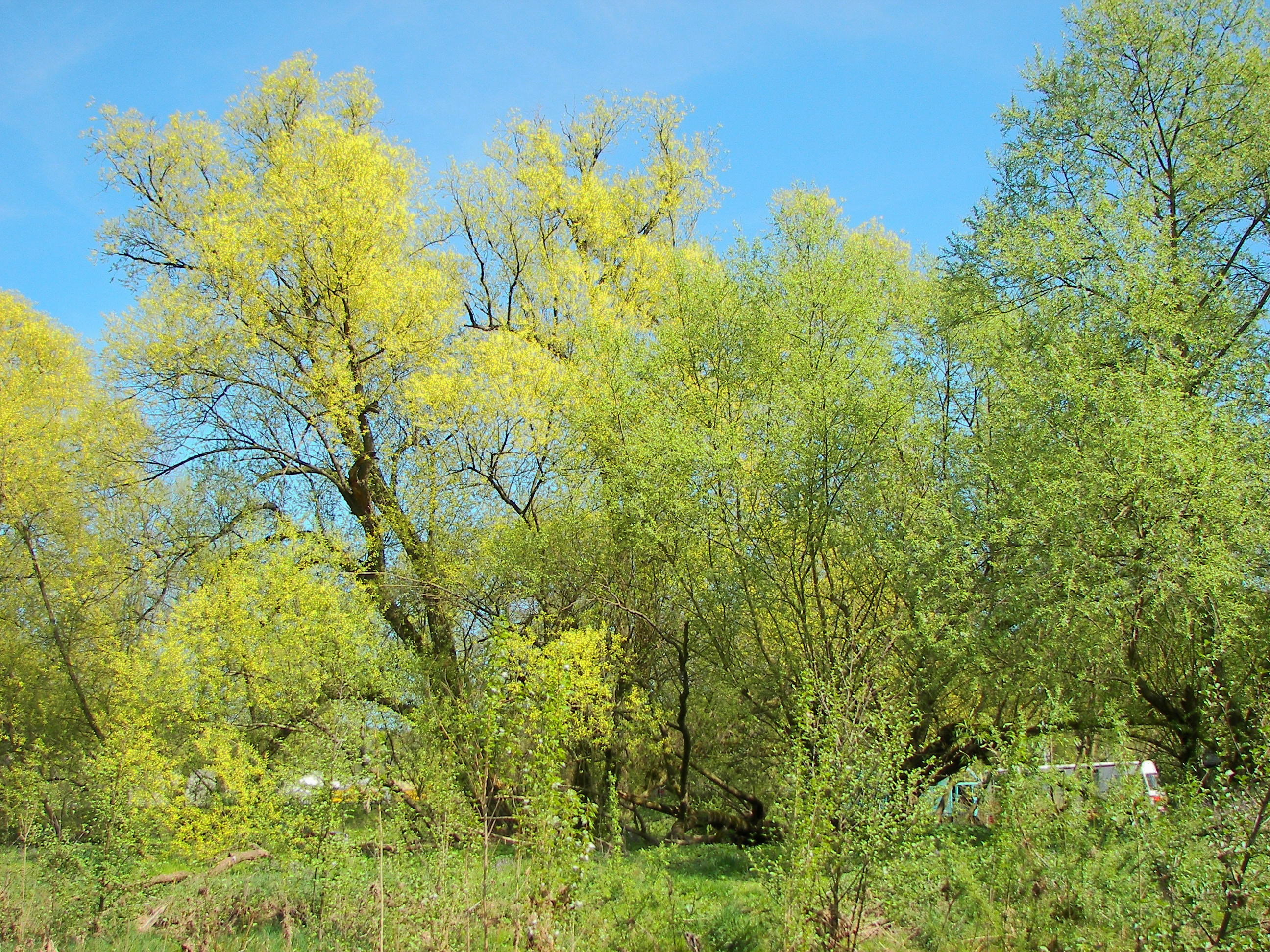
fehér fűz (Salix alba)

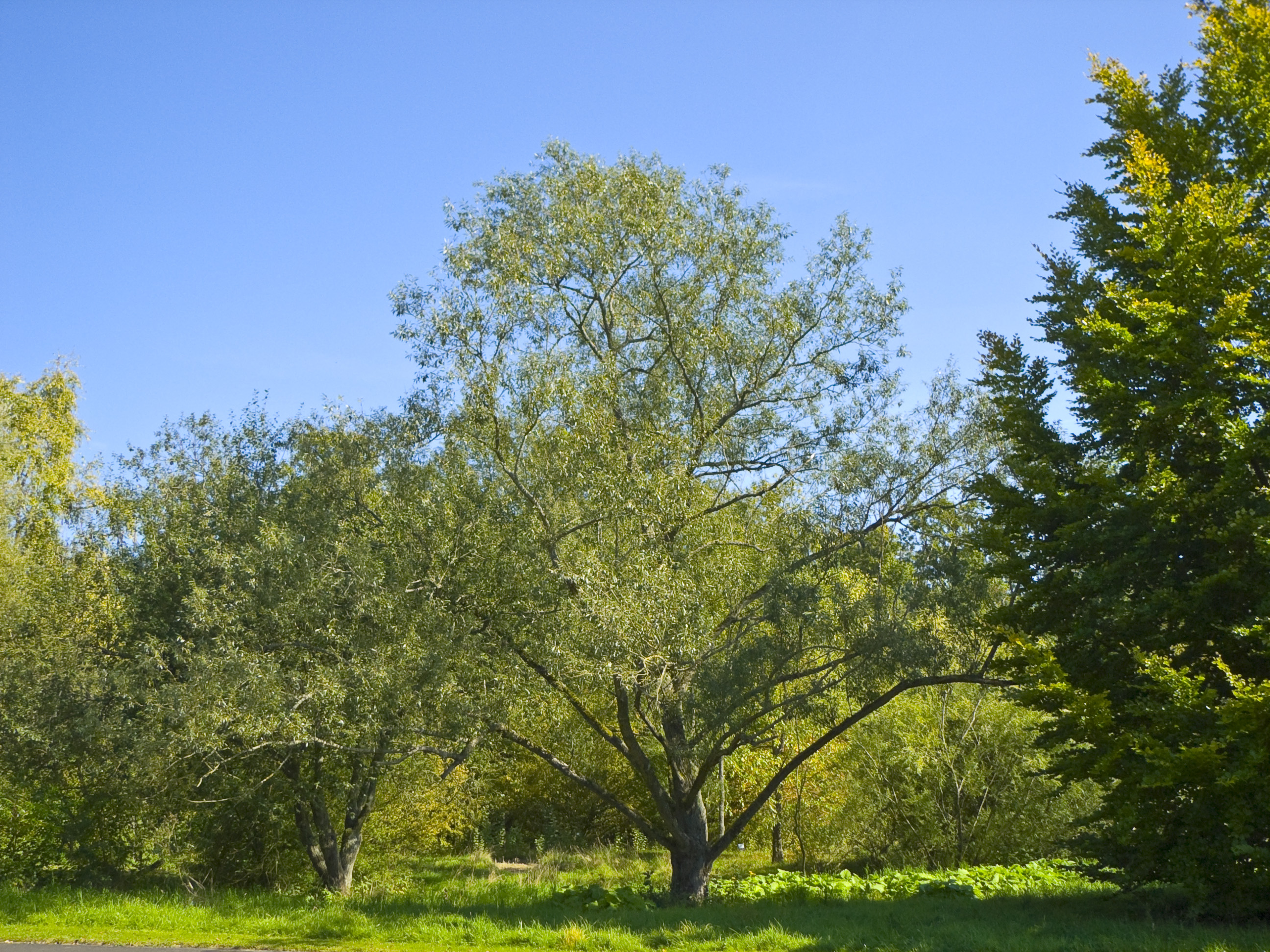
törékeny fűz (Salix fragilis)

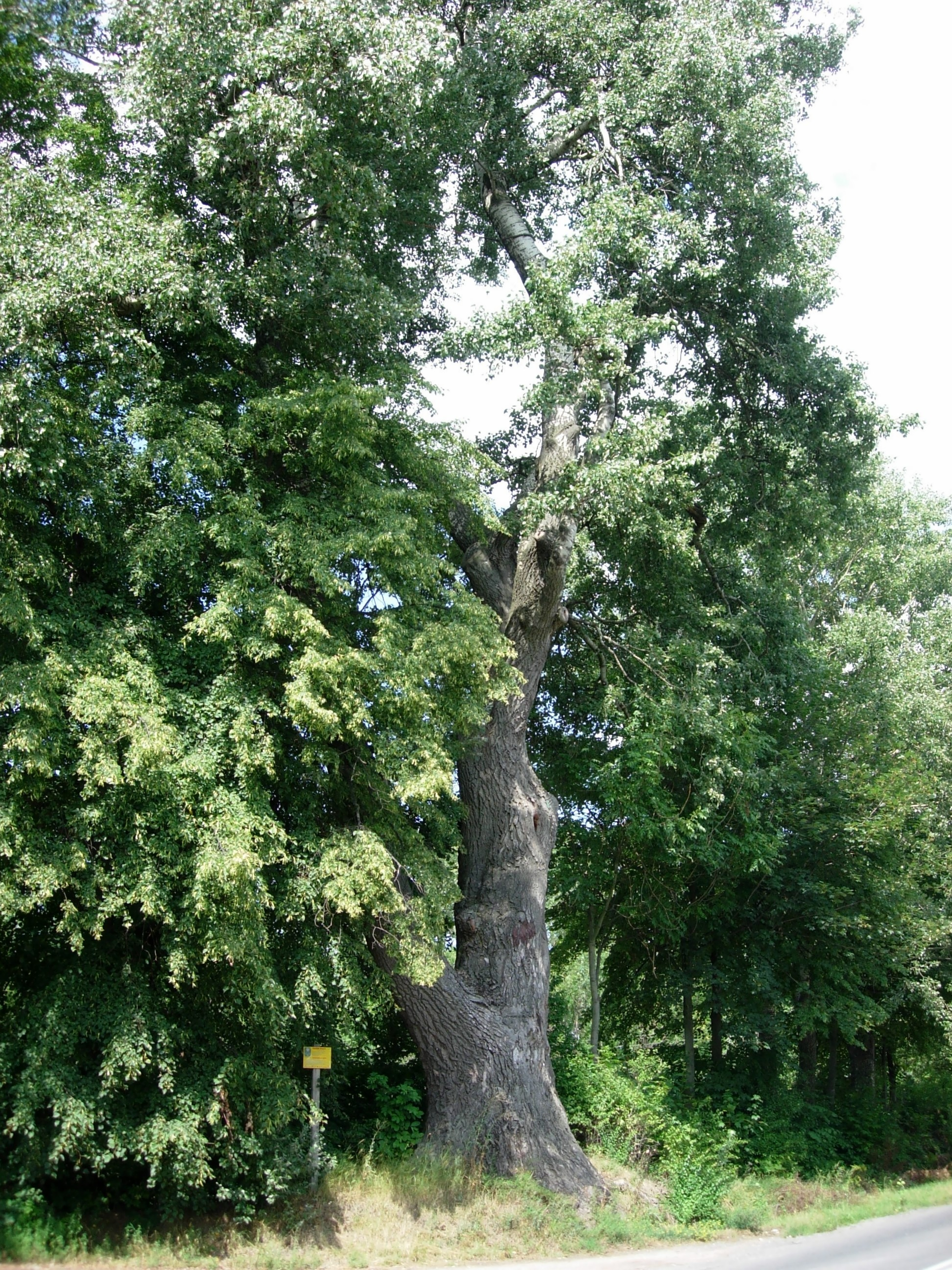
fehér nyár (Populus alba)

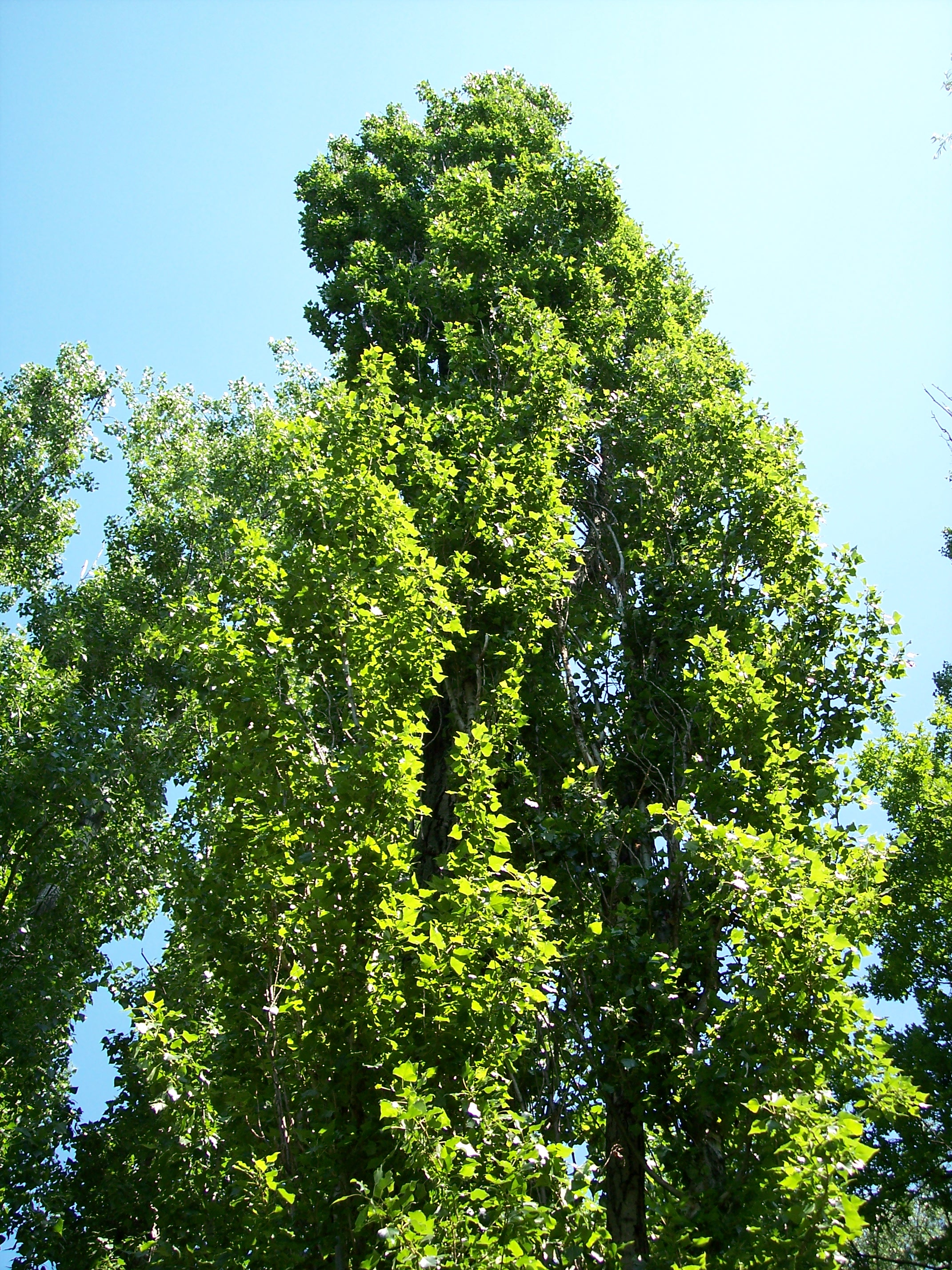
fekete nyár (Populus nigra)

A puhafaligetek (Salicion albae) Soó, 1930 em. T. Müller  Görs a folyóparti füzesek (Salicetea purpureae Moor 1958) növénytársulástani osztályának egyik, Magyarországon is gyakori társuláscsoportja három növénytársulással:
- fehérnyárliget (Senecioni sarracenici-Populetum albae) Kevey in Borhidi & Kevey, 1996;
- feketenyárliget (Carduo crispi-Populetum nigrae) Kevey in Borhidi & Kevey, 1996 és
- fűzliget (Leucojo aestivi-Salicetum albae) Kevey in Borhidi & Kevey, 1996.

A csoportot korábban fűz-nyár ligeterdő (Saliceto-Populetum) néven egyetlen növénytársulásnak tekintették.

## Fajösszetételük
A puhafaligetek laza erdők. Koronaszintjük magas (30 m-ig), és mivel benne különböző fák váltogatják egymást, a felszíne gyakran erősen hullámos. Többnyire meglehetősen magas második koronaszintjük is kifejlődik. Cserjeszintjük változóan fejlett. Fontos szerepet játszanak bennük a folyondárok.
Uralkodó fajai:
- fehér fűz (Salix alba),
- törékeny fűz (Salix fragilis),
- fehér nyár (Populus alba),
- fekete nyár (Populus nigra).

Fontos elemeik a koronába kúszó liánok:
- komló (Humulus lupulus),
- iszalag (Clematis vitalba),
- erdei szőlő (Vitis sylvestris).

A gyepszintre jellemző magas növények:
- mocsári nőszirom (Iris pseudacorus),
- nyári tőzike (Leucojum aestivum),

továbbá több, általában a nádasokban növő, amfibikus növény:
- vízi hídőr (Alisma plantago-aquatica),
- vízi kányafű (Rorippa amphibia),
- patakparti aggófű (Senecio fluviatilis = sarracenicus),
- mocsári gólyahír (Caltha palustris),
- vízi peszérce (Lycopus europaeus) és

a magassásosok növényei közül különféle sások (Carex sp.):
- mocsári sás (Carex acutiformis),
- éles sás (Carex gracilis),
- parti sás (Carex riparia).

A kiszáradó területeken tömegesen elszaporodik:
- a nagy csalán (Urtica dioica) és
- a hamvas szeder (Rubus caesius).

## Előfordulásuk
Magyarország valamennyi sík- és dombvidéki folyója mentén elterjedtek.
Ezek az azonális, higrofil szálerdők a folyók és folyamok partvidékén második övezetként, a bokorfüzesek mögött alakulnak ki. A nyárligeteket régebben a keményfaligetek helyén kialakult, másodlagos előerdőnek tekintették, de ez csak a magas ártéren növő állományaikra lehet igaz. Az alacsony ártereken a nyárligetek a szubmediterrán klíma hatását jelzik.
A puhafaligetek az alacsony ártér mélyebb részein, a fiatal öntéstalajon élnek, ezért lábuk nem ritkán 3–4 hónapig is vízben áll. Talajukban csak nyers humusz keletkezik, és ezt a nagyobb árvizek könnyen magukkal ragadhatják. Mivel azonban a kisebb árhullámok felhalmozzák az ártéren a hordalékot, a talajban akár több, eltemetett nyershumusz szint is kialakulhat, rétegzett öntéstalajt hozva létre.